# سلطان‌نشین بانتن
سلطان‌نشین بانتن (سوندایی: کسلطانن بنتن) یک پادشاهی تجاری اسلامی بود که در قرن شانزدهم تأسیس شد و مرکز آن در بانتن، شهری بندری در ساحل شمال غربی جاوه بود. نام انگلیسی معاصر هر دو Bantam بود.